# Goldstreifen-Grunzer
Der Goldstreifen-Grunzer (Haemulon aurolineatum, Synonyme: Bathystoma aurolineatum und Haemulon rimator)
ist eine Fischart aus der Familie der Süßlippen und Grunzer (Haemulidae).

## Merkmale
Die Goldstreifen-Grunzer erreichen eine Länge zwischen 18 und 25 Zentimetern. Die juvenilen Fische unterscheiden sich von den adulten Fischen. Im jungen Stadium sind die 3 größeren goldenen Streifen dunkel bräunlich. Bei den Jungfischen wirkt der dunkle Punkt am Ansatz der Schwanzflosse stärker und im Alter kann dieser sogar ganz verschwinden. Sowohl juvenile als auch adulte Tiere sind silbriggrau und weisen goldene Streifen in Längsrichtung des Körpers auf. Wie andere Grunzer sind sie in der Lage, mit ihren Schlundzähnen grunzende Geräusche zu erzeugen.

## Lebensweise
Der Goldstreifen-Grunzer ist in wärmeren Küstengewässern des westlichen Atlantik bzw. im Karibischen Meer beheimatet.
Die Fische halten sich in Tiefen zwischen 1 und 40 Metern auf. Sie sind in Seegraswiesen, Sandflächen und Korallenriffe anzufinden.
Sie bilden gerne Gruppen.
Und sie ernähren sich von kleinen Krebstieren, Mollusken, verschiedenem Zooplankton und auch von Algen.

## Galerie

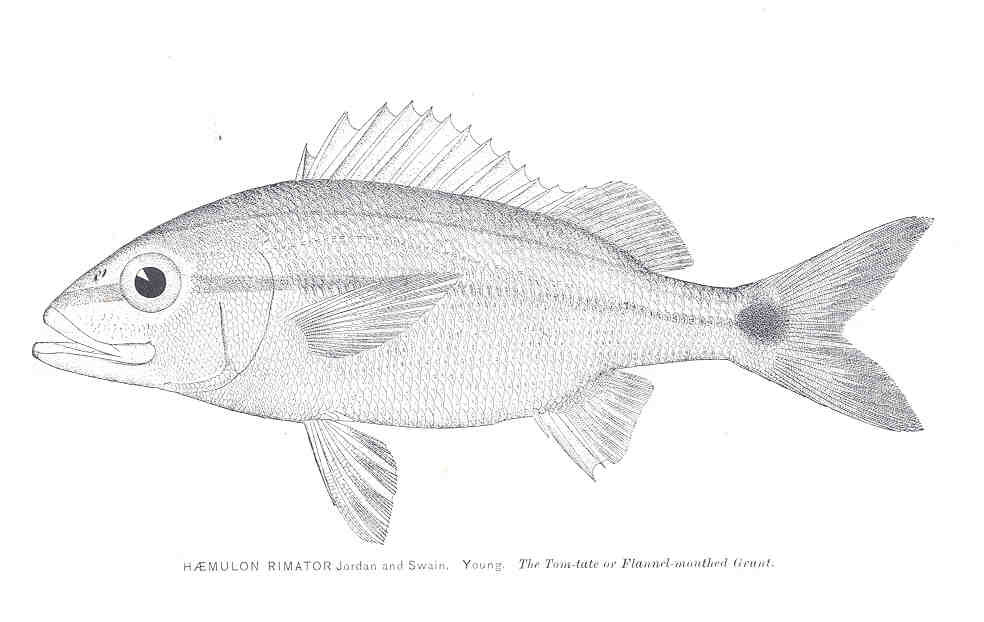
Schwarz-Weiß-Zeichnung eines juvenilen Goldstreifen-Grunzers
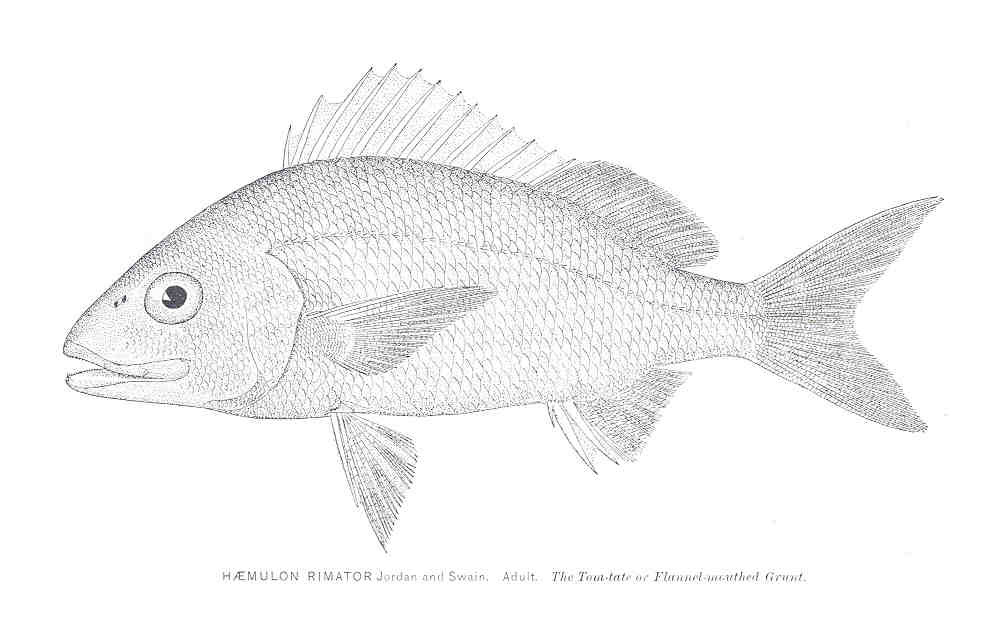
Schwarz-Weiß-Zeichnung eines adulten Goldstreifen-Grunzers
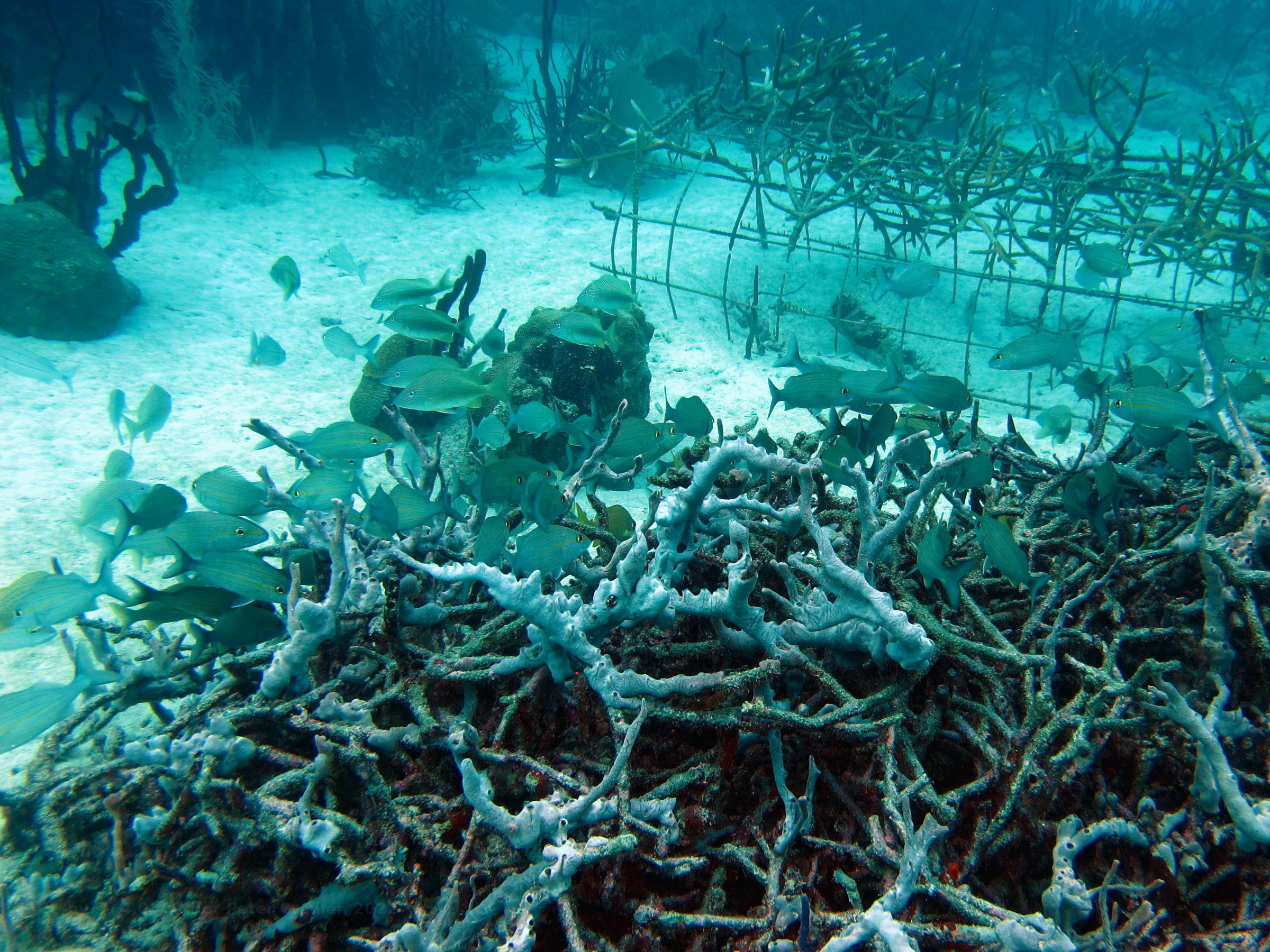
Gruppe Goldstreifen-Grunzers mit Weißen Grunzern
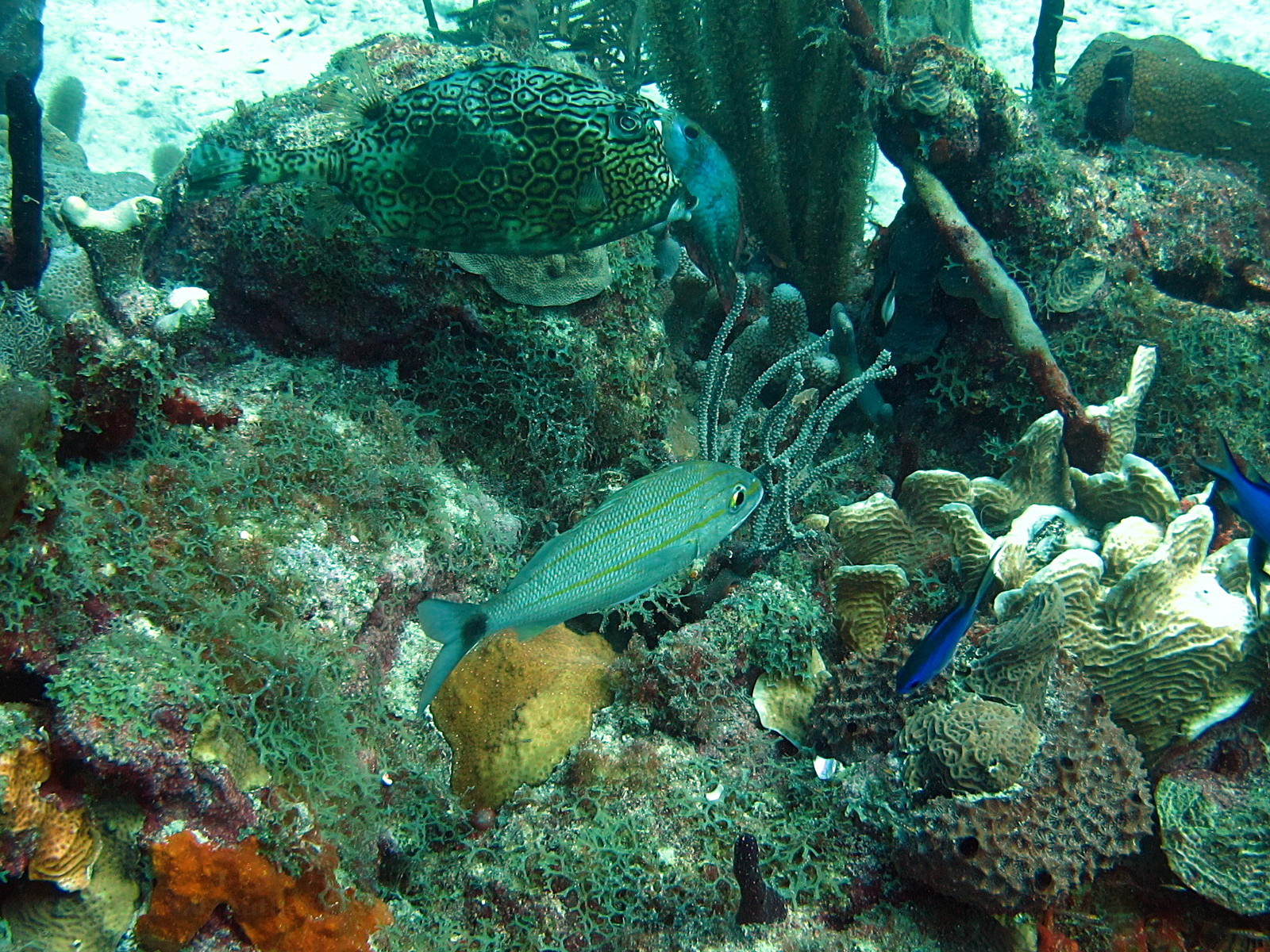
Goldstreifen-Grunzer mit anderen Riffbewohnern bei Bayahibe